# Jan Baranowski (oficer)
Jan Baranowski herbu Ostoja – pułkownik husarii chorągwi ukraińskich księcia Jeremiego Wiśniowieckiego, miecznik bracławski, stolnik bracławski w 1645 roku. 

## Życiorys
Służył z pocztem 8 konnym. W czasie powstania Chmielnickiego brał udział w bitwie pod Konstantynowem, obronie Zbaraża i bitwie pod Beresteczkiem.
Poseł na sejm 1645 roku i sejm 1646 roku.
Podpisał elekcję Jana II Kazimierza Wazy z województwem bracławskim. W 1648 roku chłopi w dobrach ziemskich Hieronima Radziejowskiego skarżyli się na łupiestwa ze strony żołnierzy chorągwi kozackiej Baranowskiego. Poseł na sejm koronacyjny 1649 roku i sejm zwyczajny 1652 roku.
W roku 1650 pożyczył  ks. Wiśniowieckiemu  pieniądze na żołd dla wojsk kwarcianych. W testamencie ks. Jeremi Wiśniowiecki dokonał zapisu - ustalił roczny żołd (jurgielt) w wysokości 4000 zł.
W roku 1668 był właścicielem wsi Pilica.